# Ines Pianka
Ines Pianka  (15 de marzo de 1969) es una jugadora de voleibol y voleibol de playa alemana retirada. Fue la capitana de laSelección femenina de voleibol de Alemania en los Juegos Olímpicos de Atlanta 1996 A nivel de club, jugó con el VC Schwerte.
En 1991 y 1995 se convirtió en la Jugadora de Voleibol Alemana del Año.
Con voleibol de playa compitió en los Campeonato Europeo de Vóley Playa de 1999, Campeonato Europeo de Vóley Playa de 2000 con Stephanie Pohl. En el Campeonato Mundial de Vóley Playa de 2005 compitió con Jana Vollmer.

## Clubes
- VC Schwerte (1994)